# Cantón de Menton-Este
El cantón de Menton-Este era una división administrativa francesa que estaba situada en el departamento de Alpes Marítimos y la región de Provenza-Alpes-Costa Azul.

## Composición
El cantón estaba formado por una comuna más una fracción de la comuna de Menton:
- Castellar
- Menton (fracción)

## Supresión del cantón de Menton-Este
En aplicación del Decreto n.º 2014-227 de 24 de febrero de 2014, el cantón de Menton-Este fue suprimido el 22 de marzo de 2015 y sus 2 comunas pasaron a formar parte del nuevo Cantón de Menton.